# Buchis

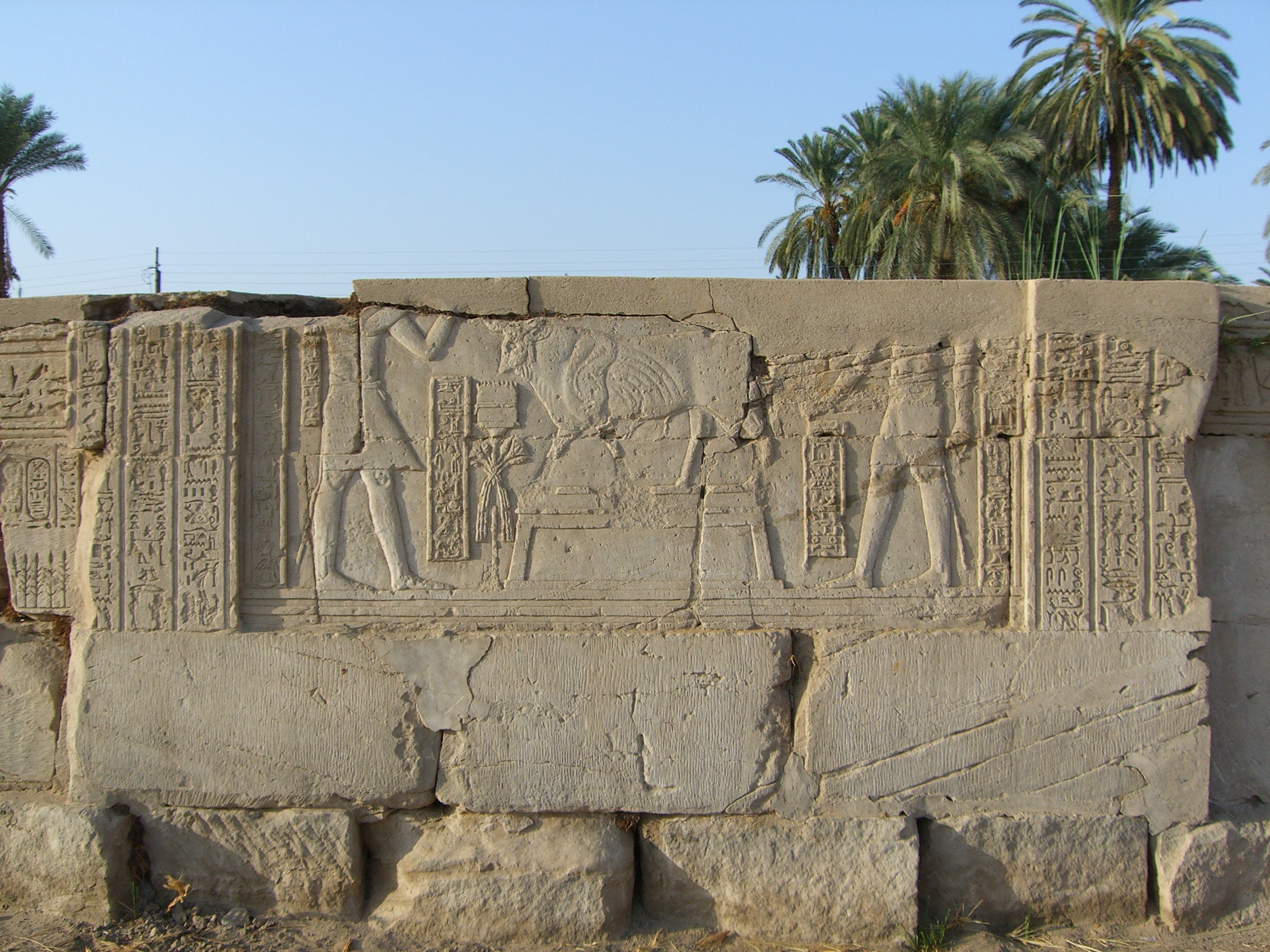
Bassorilievo raffigurante il toro Buchis.

Nell'ambito della religione egizia Buchis (scritto anche "Bakh" e "Bakha") era la manifestazione della deificazione del "Ka", l'antico concetto egizio dell'Anima (potere/forza vitale) della divinità della guerra Montu, venerata nella regione di Ermonti.

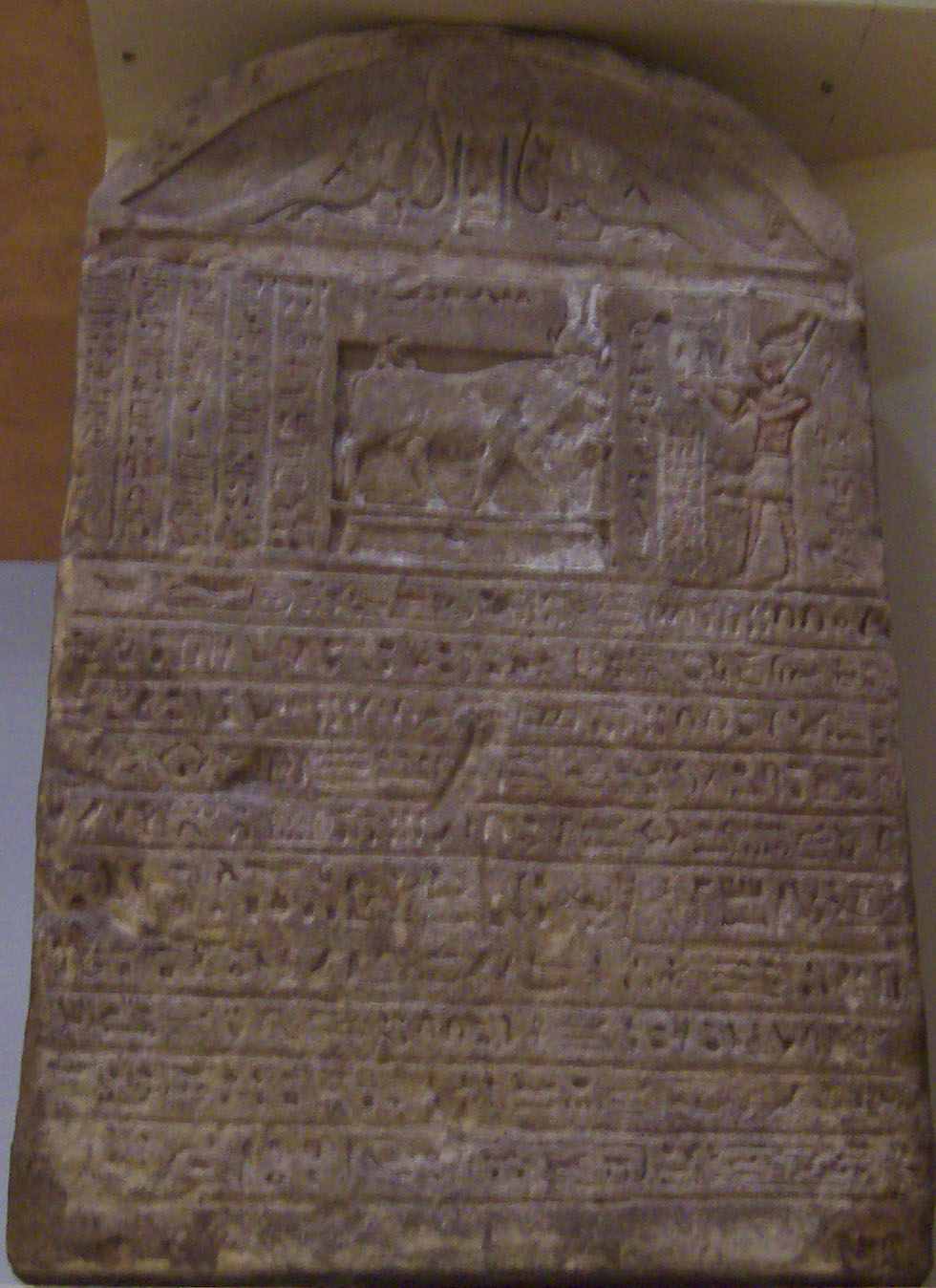
Stele egizia commemorativa concernente la morte di un Buchis, risalente al regno di Tiberio.

Veniva scelto, almeno a partire dall'XI dinastia egizia, un toro selvatico bianco col muso nero - quindi sacro - il quale fungeva da incarnazione di Buchis. Nel corso del tempo, i criteri per la scelta del toro sono divenuti sempre più rigidi; quando poi questi tori e le loro madri (considerate aspetti di Hathor) morivano di vecchiaia, venivano mummificati e collocati in un cimitero speciale conosciuto come il "Bucheum".
Infine Buchis è stato identificato come una forma di Api; conseguentemente venne considerato sempre più incarnazione di Osiride. L'ultima sepoltura di un toro-Buchis nel Bucheum di Ermonti risale al 340 d.C.; mentre il culto del Toro in questa forma è durato all'incirca fin verso il 362, quando venne infine annientato dal crescente cristianesimo oramai dominante nell'impero romano.
Il Bucheum venne rinvenuto nel 1927 da sir Robert Mond e da UB Emery; pare avesse inoltre anche un oracolo: Macrobio ci dice infine che ogni volta cambiava colore.